# Constanze Siering
Constanze Siering (* 10. Juli 1991 in Recklinghausen) ist eine ehemalige deutsche Ruderin. Ihr größter Erfolg war der Gewinn der Bronzemedaille im Achter bei den Europameisterschaften 2010.
Siering begann 2003 mit dem Rudern und war 2008 und 2009 Mitglied der deutschen Junioren-Nationalmannschaft. Bei den Junioren-Weltmeisterschaften 2008 gewann sie mit dem deutschen Achter die Bronzemedaille. Bei den Junioren-Weltmeisterschaften 2009 gewann sie ebenfalls die Bronzemedaille mit dem Achter.
2010 war Siering Mitglied des deutschen Frauenachters, mit dem sie bei den Europameisterschaften Bronze gewann. Bei den Weltmeisterschaften im gleichen Jahr belegte das Boot den siebten Platz. 2011 ruderte sie im U23-Frauenachter, der bei den U23-Weltmeisterschaften den vierten Rang erreichte. Am 22. Mai 2012 qualifizierte sich Siering in Luzern mit dem deutschen Frauenachter, den sie als Schlagfrau anführte, für die Olympischen Spiele in London. Das Team erreichte allerdings nicht das olympische Finale. Nach einem Jahr Pause kehrte Siering 2014 im Vierer ohne Steuerfrau zurück. Zum Abschluss ihrer Karriere belegte sie bei den Weltmeisterschaften 2015 den vierten Platz.
Siering startete für den Ruderverein Emscher aus dem Herner Stadtteil Wanne-Eickel.

## Internationale Erfolge
- 2008: 3. Platz Junioren-Weltmeisterschaften im Achter
- 2009: 3. Platz Junioren-Weltmeisterschaften im Achter
- 2010: 3. Platz Europameisterschaften im Achter
- 2010: 7. Platz Weltmeisterschaften im Achter
- 2011: 4. Platz U23-Weltmeisterschaften im Achter
- 2012: 7. Platz Olympische Spiele im Achter
- 2014: 9. Platz Weltmeisterschaften im Vierer ohne Steuerfrau
- 2015: 4. Platz Weltmeisterschaften im Vierer ohne Steuerfrau